# Dark Horse Comics
Dark Horse Comics is een van de grootste “onafhankelijke” Amerikaanse uitgevers van comics – een Amerikaanse vorm van stripverhalen – naast de dominante uitgevers Marvel Comics en DC Comics. Mike Richardson, de eigenaar van veel stripwinkels in Portland, Oregon, begon in 1986 met een serie getiteld Dark Horse Presents. Dit groeide uiteindelijk uit tot Dark Horse Comics.
Dark Horse publiceert veel strips gebaseerd op bekende films en tv-series, zoals Star Wars, Buffy the Vampire Slayer, Aliens, en Who Wants to Be a Superhero? Daarnaast publiceren ze strips die in handen zijn van hun bedenkers zoals Sin City, Hellboy, Usagi Yojimbo, Akira en The Escapist. De uitgeverij is naast publicatie van Amerikaanse comics ook vooral actief met het uitgeven van manga in de Engelse taal.
Dark Horse’ films staan bekend onder de naam Dark Horse Entertainment. Enkele films van Dark Horse Entertainment zijn The Mask en Hellboy (eveneens gebaseerd op een Dark Horse stripserie).

## Dark Horse titels

### Originele titels
| - 300 - The American - Age of Reptiles - ArchEnemies - Barb Wire - Battle Gods: Warriors of the Chaak - Big Guy and Rusty the Boy Robot - Billy the Kid's Old-Timey Oddities - The Blackburne Covenant - Boris the Bear - BPRD |  | - Concrete - The Dark Horse Book Of - Dark Horse Presents - Dr. Giggles - Freaks of the Heartland - Gary Gianni's The MonsterMen - Ghost - Girl Crazy - Give Me Liberty - The Goon - Grendel - The Hammer, Kelley Jones' |  | - Hard Boiled - Haunted Man - Heartbreakers - Hellboy - Hero Zero - HyperSonic - Kingdom of the Wicked - Lords of Misrule - Marshal Law - MIND MGMT - The Mask - Elfquest |  | - Milkman Murders - The Perhapanauts - Red Rocket 7 - Rex Mundi - Samurai: Heaven and Earth - Scarlet Traces - Sin City - SpyBoy - The Thirteenth Son - The Umbrella Academy - Usagi Yojimbo - H.G. Wells' The War of the Worlds |

### Titels in licentie
| - Æon Flux - Aliens - Aliens vs. Predator - Conan de Barbaar - the American Dirty Pair manga - Disney's Gremlins - Doctor Solar - Emily the Strange - The Fog |  | - Godzilla - Hard Looks - Harlan Ellison's Dream Corridor - Hellgate - The Hire (BMW)* - The Incredibles - King Kong - Little Lulu |  | - Magnus, Robot Fighter - Man with the Screaming Brain - Megatokyo - Pathfinder - Penny Arcade - Planet of the Apes - Predator - Red String - Scarface - Serenity: Those Left Behind (Firefly) |  | - Shrek - Star Wars: Crimson Empire - Star Wars: Crimson Empire II - Star Wars: Empire - Star Wars: Rebellion - Star Wars Tales - Star Wars: Knights of the Old Republic - Superman vs. The Terminator - Tarzan - Terminator - Vampire Hunter D - Xena: Warrior Princess |

### Angeltitels
| - Surrogates - Earthly Possessions |  | - Hunting Ground - Lovely, Dark and Deep - Beneath the Surface - Buffy/Angel crossover: Past Lives |  | - Strange Bedfellows - The Changeling Wife - Cordelia - Point of Order - Long Night's Journey |  | - Autumnal - Vermin - Little Girl Lost |  | - Angel & Faith: Season 9 - Angel & Faith: Season 10 - Angel: Season 11 |

### Buffy the Vampire Slayertitels
| - Spike & Dru - The Origin - Viva Las Buffy - Slayer Interrupted - A Stake to the Heart - Dust Waltz - Ring of Fire - The Remaining Sunlight |  | - Uninvited Guests - The Final Cut - Bad Blood - Crash Test Demons - Pale Reflections - Angel: The Hollower - Food Chain - The Blood of Carthage |  | - Oz - Giles - Jonathan, - Buffy/Angel crossover: Past Lives - Out of the Woodwork - Haunted - False Memories - Willow & Tara |  | - Autumnal - Ugly Little Monsters - Chaos Bleeds' comic prequel - The Death of Buffy - Reunion - Note from the Underground - Creatures of Habit |  | - Buffy the Vampire Slayer: Season 8 - Buffy the Vampire Slayer: Season 9 - Buffy the Vampire Slayer: Season 10 - Buffy the Vampire Slayer: Season 11 - Buffy the Vampire Slayer: Season 12 |  | - Spike: A Dark Place (spin-off) - Willow: Wonderland (spin-off) - Buffy: The High School Years - Giles: Girl Blue (spin-off) |  | - Tales of the Slayers - Tales of the Vampires |  | - Fray (speelt zich 200 jaar in de toekomst af) |

### Manga
| - 3x3 Eyes - Akira - Appleseed - Astro Boy - Berserk - Black Magic M-66 - Blade of the Immortal - Brody's Ghost - Bubblegum Crisis (aka Bubblegum Crisis: Grand Mal) - Cannon God Exaxxion - Caravan Kidd - Club 9 - Crying Freeman |  | - Dominion: Tank Police - Domu - Drakuun - Eden - Ghost in the Shell - Gunsmith Cats - Gunsmith Cats BURST - Hellsing - Hipira - Intron Depot - Ju-on |  | - King of Wolves - Lady Snowblood - Legend of Mother Sarah - Lone Wolf and Cub - Lost World - Metropolis - Nextworld - Oh My Goddess! - Oldboy - Orion - Outlanders |  | - Reiko the Zombie Shop - The Ring - Samurai Executioner - Seraphic Feather - Shadow Lady - Shadow Star (Narutaru) - Spirit of Wonder - Trigun - Venus Wars - What's Michael? - You're Under Arrest |